# Anna Poráčová
Anna Poráčová (Anna Šuťáková, ur. 18 stycznia 1962 w miejscowości Kyjov) – słowacka śpiewaczka pochodzenia rusińskiego. Wykonuje rusińskie oraz szaryskie pieśni ludowe.
Należy do najbardziej znanych słowackich wykonawców folkloru. Jej dorobek obejmuje setki wykonań pieśni ludowych w najsłynniejszych grupach instrumentalnych na Słowacji, takich jak Orchestr lidových uměleckých nástrojů Radia Bratysława, Šarišan i Kandráčovci.

## Dyskografia (wybór)
- 1993: Anička mi meno, MC
- 1994: Taku mi cigan hraj, CD
- 2002: Špivam sebe špivam, CD